# Сарайва де Карвалью, Отелу
Оте́лу Ну́ну Рома́н Сара́йва де Карва́лью (порт. Otelo Nuno Romão Saraiva de Carvalho, 31 августа 1936 — 25 июля 2021) — португальский военный деятель и революционер, деятель левого крыла Движения вооружённых сил, разработавший военный план «революции гвоздик» и дважды кандидат в президенты Португалии.

## Молодость
Один из трёх сыновей банковского чиновника Эдуарду Сарайва де Карвалью (1912—1969) и железнодорожного клерка Фернанды Ауреа Регаду Роман (1917—1981), живших в Лоренсу-Маркише, столице португальской колонии Мозамбик.

С 19 лет учился в военной академии в Лиссабоне.
С 1961 по 1963 год служил в колониальных войсках в Анголе в чине младшего лейтенанта. С 1963 — лейтенант, инструктор Португальского легиона. В 1964—1968 годах преподавал в Средней школе сержантов в Агеде (в 1965—1967 опять воевал в Анголе), с 1965 — капитан.
В 1970—1973 годах воевал в Гвинее-Бисау под командованием будущего президента Португалии Антониу ди Спинолы. В сентябре 1973 стал одним из организаторов и лидеров подпольного «Движения капитанов».
Был одним из лидеров и основных участников «революции гвоздик» 25 апреля 1974 года, сыграв решающую роль в вооружённом выступлении. В ночь на 25 апреля руководил операцией по захвату руководства страны.
С 8 июля 1974 года, когда был образован КОПКОН (Оперативное командование на континенте, выполняло функции политического контроля и руководства оперативными действиями вооружённых сил, считалось выше Генерального штаба армии), был заместителем командующего КОПКОН. Тогда же получил звание бригадного генерала.
Стал одним из организаторов подавления военного путча 11 марта 1975 года.
В мае 1975 публично выразил сожаление, что «все контрреволюционеры» не были казнены на арене для боя быков в Лиссабоне сразу же после переворота в апреле 1974.
С июня 1975 — командующий КОПКОН, военный губернатор Лиссабона и командующий лиссабонским военным округом.
28 августа 1975 года в открытом письме в СМИ публично отказал премьер-министру и лидеру левого крыла Движения вооружённых сил Вашку Гонсалвишу в поддержке и призвал его к отставке, которая и состоялась в сентябре.
21 ноября 1975 года отстранён он командования лиссабонским военным округом. После ноябрьских событий и роспуска КОПКОНа 1 декабря исключён из состава Революционного совета и разжалован в майоры.
19 января 1976 года арестован (3 марта освобождён).

## Выборы 27 июня 1976 года
Принял участие в президентских выборах 1976 года. Из 19 избирательных округов в одном занял 1-е место (Сетубал, 41,8 %), в семи — 2-е и в десяти — 3-е.
| \| \| \| | 61,59 % |
|          |         |

|  |  |

| \| \| \| | 16,46 % |
|          |         |

|  |  |

| \| \| \| | 14,37 % |
|          |         |

|  |  |

| \| \| \| | 7,59 % |
|          |        |

|  |  |

## Президентские выборы 7 декабря 1980 года
В марте 1980 года основал и возглавил леворадикальную партию Силы Народного Единства (Força de Unidade Popular, FUP), от которой баллотировался на президентских выборах (деятельность партии была официально приостановлена в мае 1987 года, официально распущена в марте 2004 года), а с апреля 1980 считался неофициальным лидером также леворадикальной организации «Народные силы 25 апреля».
На выборах был показан катастрофический результат: О. Сарайва де Карвалью набрал менее полутора процентов и менее 86 тысяч голосов (лучший результат — в округе Сетубал, 4,4 %).
| \| \| \| | 56,44 % |
|          |         |

|  |  |

| \| \| \| | 40,23 % |
|          |         |

|  |  |

| \| \| \| | 1,49 % |
|          |        |

|  |  |

| \| \| \| | 0,84 % |
|          |        |

|  |  |

| \| \| \| | 0,78 % |
|          |        |

|  |  |

| \| \| \| | 0,22 % |
|          |        |

|  |  |

## Дальнейшая политическая деятельность
В июне 1984 года после серии терактов, в которых подозревались члены его партии, арестован вместе с рядом лидеров и активистов. В 1985 году осуждён на 18 лет по обвинению в «моральной ответственности» за насильственные действия Народных сил 25 апреля (сам он отрицал свою связь с этой организацией). После обжалования обвинительного приговора содержался под стражей в течение пяти лет в тюрьме г. Томаре, ожидая судебного разбирательства по условному освобождению. С июня 1989 года на свободе и в отставке. В 1996 году был помилован.
В разгар финансового кризиса в стране 2011 года заявил, что если бы предвидел, во что превратится страна, он не принял бы участия в революции. Однако позже уточнил, что не жалеет о своём участии в революции и гордится им.
Кроме двух медалей, полученных в ходе колониальной войны, 25 ноября 1983 года был награждён Большим крестом ордена Свободы.
Автор книг «Рассвет в апреле» (порт. Alvorada em Abril) и «Первый день» ('O dia inicial).
С ноября 1960 года был женат на Марии Дине Альфонсу Аламбре (1936 г.р., уроженка Лоренсу-Маркиша), у них 2 дочери и сын, 2 внучки и внук. Имел ещё гражданскую жену — Марию Филомену Мораи, с которой он познакомился, находясь в заключении в 1980 году (она также была заключённой).
Скончался от сердечной недостаточности 25 июля 2021 года в больнице Das Forças Armadas в Лиссабоне.